# Миролюбов, Борис Сергеевич
Борис Сергеевич Миролюбов (22.06.1918 — 04.07.1991) — первый секретарь Ерахтурского райкома КПСС Рязанской области, Герой Социалистического Труда (08.01.1960). Член ВКП(б)/КПСС с 1943 г.
Родился 22 июня 1918 года в городе Касимов Касимовского уезда Рязанской губернии.
Окончил семилетнюю школу (1933) и Касимовский индустриальный политехнический техникум (1937) по специальности техник-технолог по холодной обработке металлов. 
С 1937 года работал в конструкторском бюро Сталиногорского механического завода (Тульская область), затем нормировщиком механического цеха Касимовского овчинно-шубного завода.
С октября 1938 года — в РККА. Участник Великой Отечественной войны, последняя должность — бригадир 22-го армейского ремонтно-восстановительного краснознаменного батальона 3-го Белорусского фронта, старшина. Награждён орденом Красной Звезды (06.11.1944), медалями, в том числе «За боевые заслуги» (05.05.1944).
Демобилизовался в ноябре 1945 года, направлен на партийную работу в Рязанской области.
- с февраля 1946 по ноябрь 1947 заведующий военным отделом Касимовского райкома ВКП(б).
- 1947-1949 слушатель областной партийной школы.
- с августа 1949 по сентябрь 1952 секретарь, затем второй секретарь Шиловского райкома ВКП(б).
- с сентября 1952 по декабрь 1958 председатель Ерахтурского райисполкома.
- с декабря 1958 по апрель 1962 первый секретарь Ерахтурского райкома КПСС.

Ерахтурский район был одним из самых отстающих в Рязанской области. Колхозы из года в год не выполняли государственных планов и заданий по заготовкам сельскохозяйственных продуктов.
Миролюбов и первый секретарь Ерахтурского райкома КПСС Н. Х. Пронин провели большую организаторскую работу, укрепили колхозы и МТС руководящими кадрами, что позволило сначала преодолеть отставание, а потом и выйти в лидеры.
Укрепление кормовой базы позволило увеличить поголовье всех видов продуктивного скота, надой на корову в 1955 году превысил 3 тысячи кг. В последующие годы рост производства молока продолжился.
В 1957 году за достигнутые районом успехи Миролюбов награждён орденом Ленина.
В среднем по району за 11 месяцев 1959 года в Ерахтурском районе произведено 246 центнеров молока на 100 гектаров сельскохозяйственных угодий, резко выросла реализация мяса, при этом колхозы выполнили план выходного поголовья по всем видам продуктивного скота. План продажи молока выполнен на 107 процентов: всего продано 5513 тонн, что на 1065 тонн больше, чем за 1958 год.
Указом Президиума Верховного Совета СССР от 8 января 1960 года за выдающиеся успехи, достигнутые в деле увеличения в 1959 году производства мяса в колхозах и совхозах в 3,8 раза и продажи мяса государству в целом по области в три раза больше, чем в 1958 году, увеличения производства и продажи государству также других сельскохозяйственных продуктов, Миролюбову Борису Сергеевичу присвоено звание Героя Социалистического Труда с вручением ордена Ленина и золотой медали «Серп и Молот».
После самоубийства первого секретаря Рязанского обкома КПСС А. Н. Ларионова выяснилось, что практически во всех районах цифры по сдаче скота или оказались «дутыми», или получены в результате необоснованной выбраковки коров («Рязанское чудо»).
В результате Миролюбов в апреле 1962 г. переведен на должность первого секретаря Сараевского райкома КПСС, а с декабря 1965 г. работал секретарём парткома Сараевского производственного колхозно-совхозного управления.
С января 1966 по июль 1978 года помощник директора завода «Красное знамя» Министерства радиопромышленности СССР (Рязань).
С июля 1978 года — персональный пенсионер союзного значения.
Умер в Рязани 4 июля 1991 года. Похоронен на Сысоевском кладбище.
Награждён большой золотой и 2 малыми золотыми медалями ВДНХ.